# Ivins
Ivins és una població dels Estats Units a l'estat de Utah. Segons el cens del 2000 tenia 4.450 habitants.

## Demografia
Segons el cens del 2000, Ivins tenia 4.450 habitants, 1.435 habitatges, i 1.234 famílies. La densitat de població era de 168,4 habitants per km².
Dels 1.435 habitatges en un 43,8% hi vivien nens de menys de 18 anys, en un 76% hi vivien parelles casades, en un 7,6% dones solteres, i en un 14% no eren unitats familiars. En l'11% dels habitatges hi vivien persones soles el 4,6% de les quals corresponia a persones de 65 anys o més que vivien soles. El nombre mitjà de persones vivint en cada habitatge era de 3,1 i el nombre mitjà de persones que vivien en cada família era de 3,35.
Per edats la població es repartia de la següent manera: un 33,1% tenia menys de 18 anys, un 9% entre 18 i 24, un 25,5% entre 25 i 44, un 20,1% de 45 a 60 i un 12,3% 65 anys o més.
L'edat mediana era de 30 anys. Per cada 100 dones de 18 o més anys hi havia 95,9 homes.
La renda mediana per habitatge era de 41.297 $ i la renda mediana per família de 43.103 $. Els homes tenien una renda mediana de 30.868 $ mentre que les dones 21.719 $. La renda per capita de la població era de 16.743 $. Entorn del 4,9% de les famílies i el 6,8% de la població estaven per davall del llindar de pobresa.

## Poblacions més properes
El següent diagrama mostra les poblacions més properes.